# Claude Berri
Claude Berel Langmann (París, 1 de juliol de 1934 - París, 12 de gener de 2009), de nom artístic Claude Berri, va ser un actor, guionista, director i productor de cinema francès. Va néixer i créixer a París, aviat va començar a treballar amb el seu pare en una fàbrica del sector pelleter, activitat que compaginava amb classes de teatre i interpretació. Va començar al cinema com a actor, i posteriorment també ha fet treballs com a guionista i escenògraf, però és sobretot conegut per la seva feina com a director. Ha produït pel·lícules d'enorme èxit per part del públic, entre les quals es troben les d'Astèrix o Bienvenus chez les Ch'tis (Benvinguts al nord).

## Primers anys
Nascut amb el nom de Claude Berel Langmann a París, Berri era fill d'immigrants jueus. La seva mare Beila (née Bercu) era de Romania i el seu pare, era un pelleter de Polònia. La seva germana era la guionista i editora Arlette Langmann.

## Carrera
Berri va guanyar el premi BAFTA a la millor pel·lícula per Jean de Florette, i també va ser nominat a tres premis César, tot i que no en guanyà cap. Berri també va guanyar l'Òscar al Millor Curtmetratge per Le Poulet el 1966, i va produir Tess de Roman Polanski, la qual va ser nominada a Millor Imatge el 1981.
Internacionalment, tanmateix, dues pel·lícules aclaparen els seus altres èxits. Jean de Florette i la seva seqüela Manon des sources van ser grans èxits. El 1991, la seva pel·lícula Uranus va entrar al 41è Festival Internacional de Cinema de Berlín. Sis anys més tard, la seva pel·lícula Lucie Aubrac va entrar a la 47ena edició del mateix festival.
El 2003, va ser elegit president de la Cinémathèque Française on va obtenir prou subvencions estatals per cobrir els costs per la seva reobertura a la nova seu a la rue de Bercy.

## Vida personal
La dona de Berri, Anne-Marie Rassam, es va suïcidar el 1997, saltant de l'apartament de la mare d'Isabelle Adjani. Berri i Rassam tenien dos fills: l'actor Julien Rassam i l'actor i productor Thomas Langmann.

## Mort
Berri va morir a causa d'un atac de feridura el 12 de gener de 2009, als 74 anys. Després de la seva mort, es va prometre un grup de nou obres de Robert Ryman, Ad Reinhardt, Giorgio Morandi, Richard Serra i Lucio Fontana al Centre Pompidou de París, però els hereus de Berri van acabar venent-los a Qatar per uns 50 milions d'euros a través del marxant d'art Philippe Ségalot.

## Filmografia

### Director
- 1962: Le Poulet.
- 1964: Les Baisers, (segment "Baiser de 16 ans").
- 1964: La Chance et l'amour, (segment "La Chance du guerrier").
- 1966: Le Vieil homme et l'enfant.
- 1968: Mazel Tov ou le Mariage.
- 1969: Le Pistonné.
- 1970: Le Cinéma de papa.
- 1972: Sex-shop.
- 1975: Le Mâle du siècle.
- 1976: La Première Fois.
- 1977: Un moment d'égarement.
- 1980: Je vous aime.
- 1981: Le Maître d'école.
- 1983: Tchao Pantin.
- 1986: Jean de Florette.
- 1986: Manon des sources.
- 1990: Uranus.
- 1993: Germinal.
- 1996: Lucie Aubrac.
- 1999: La débandade.
- 2001: Une femme de ménage.
- 2004: L'un reste, l'autre part.
- 2006: Junts i res més.

### Productor
- 1967: Marie pour mémoire de Philippe Garrel.
- 1968: Oratorio for Prague de Jan Nemec.
- 1970: L'Enfance nue de Maurice Pialat.
- 1973: Pleure pas la bouche pleine de Pascal Thomas.
- 1976: Je t'aime... moi non plus de Serge Gainsbourg.
- 1979: Tess de Roman Polanski.
- 1980: Inspecteur la Bavure de Claude Zidi.
- 1982: Deux heures moins le quart avant Jésus-Christ de Jean Yanne.
- 1983: L'Africain de Philippe de Broca.
- 1983: Banzaï de Claude Zidi.
- 1983: La Femme de mon pote de Bertrand Blier.
- 1983: Garçon ! de Claude Sautet.
- 1985: Les Enragés de Pierre-William Glenn.
- 1987: Hôtel de France de Patrice Chéreau.
- 1988: À gauche en sortant de l'ascenseur de Édouard Molinaro.
- 1988: L'Ours (El oso) de Jean-Jacques Annaud.
- 1988: Trois places pour le 26 de Jacques Demy.
- 1988: La Petite Voleuse de Claude Miller.
- 1992: L'Amant (El amante) de Jean-Jacques Annaud.
- 1993: Une journée chez ma mère de Dominique Cheminal.
- 1994: La Reine Margot de Patrice Chéreau.
- 1994: La Séparation de Christian Vincent.
- 1995: Gazon maudit de Josiane Balasko.
- 1996: Der Unhold de Volker Schlöndorff.
- 1997: Didier de Alain Chabat.
- 1997: Arlette de Claude Zidi.
- 1997: Le Pari de Didier Bourdon i Bernard Campan.
- 1998: Mookie de Hervé Palud.
- 1999: Astérix et Obélix contre César de Claude Zidi.
- 1999: Mauvaise passe de Michel Blanc.
- 2001: La Boîte de Claude Zidi.
- 2001: Ma femme est une actrice de Yvan Attal.
- 2002: Amen. de Costa-Gavras.
- 2002: Astérix & Obélix: Mission Cléopâtre de Alain Chabat.
- 2003: Le Bison (et sa voisine Dorine) de Isabelle Nanty.
- 2003: Les Sentiments de Noémie Lvovsky.
- 2004: San-Antonio de Frederic Auburtin.
- 2007: La Graine et le Mulet de Abdellatif Kechiche.
- 2008: Bienvenue chez les Ch'tis (Benvinguts al nord) de Dany Boon.